# Markku Huovila
Markku Tapani Huovila, född 4 maj 1947 i Finland, är en konstnär, serieskapare och illustratör, verksam i Tensta i Stockholm.
Huovila flyttade till Tensta 1978. Han tecknar serier, affischer och bokomslag, samt målar tavlor. Tillsammans med Annelie Drewsen har han gjort de flerspråkiga barnböckerna Inte klia, Adam!, Inte så fort, Adam! och Gapa stort, Adam!  2022 släppte han ett samlingsalbum med serieteckningar från sin tid i Tensta.

## Priser och utmärkelser
- Stockholms Läns Landstings Kulturstipendium, 1984
- Stockholms Stads Konstnärsstipendium, 1996
- 1:a pris i Helsingin Sanomats satirteckningstävling, 2008
- The Sweden-finnish life achievement price, 2022